# Abbaye de Clermont
Ne pas confondre la présente abbaye de Clermont, située à Olivet, avec l'abbaye d'Olivet.
L'abbaye Notre-Dame de Clermont (ou de Clairmont) est une ancienne abbaye cistercienne située à quatre kilomètres du bourg d’Olivet dans le département de la Mayenne. Elle a été fondée en 1150 par Guy IV de Laval et fut longtemps la nécropole de la famille de Laval. Elle a été classée monument historique par arrêtés du 7 mars 1957 (église et bâtiment des convers) et du 2 novembre 1987 (porterie), et le site complet est inscrit par arrêté du 16 mai 2022.
Il s'agit de la première fondation de l'ordre cistercien dans le Bas-Maine et la 63e des 66 fondations directes de l'abbaye de Clairvaux.

## Situation géographique
L'abbaye est située à l'est de la commune d'Olivet, à quelques centaines de mètres de la ligne Paris-Brest.
Implantée au milieu des bois sur un point haut du lit du Vicoin, elle est entourée de trois étangs.

## Description

### Bâtiments
En 2014, divers bâtiments sont accessibles :
- la porterie, antique entrée au nord du site ;
- le bâtiment des Pères, qui abrite aujourd'hui la réception, une salle consacrée à des expositions et à l'histoire du lieu ;
- les communs qui sont en ruines ;
- le bâtiment des convers, dont la toiture a été protégée en 2013, comprenant un rez-de-chaussée avec cellier et réfectoire et, à l’étage, un dortoir sous charpente ;
- la vaste église romane bâtie en forme de croix latine. Les façades du bâtiment monastique à trois étages d’architecture classique datent du XVIIIe siècle.

### Église
L'église est un spécimen remarquable du style apprécié par les premiers disciples de Bernard de Clairvaux. Ce dernier réprouvait le luxe et même la recherche artistique chers aux bénédictins, il ne voulait pas d'absides circulaires, ni de fastueux clochers, ni de chapiteaux sculptés.
L'église montre dans sa conception d'immenses proportions : avec ses 60 mètres de long, ses 18 mètres de large, elle couvre une superficie de plus de 1 200 mètres carrés, d'un tiers plus considérable que les deux corps de bâtiments affectés au logement des religieux.
Elle possède un transept de 36 mètres sur 13,80 m et trois nefs ; les quatre premières travées des collatéraux ont été supprimées au XVIIIe siècle ; sur chacun des bras du transept s'ouvrent vers l'Est trois chapelles ou absidioles terminées comme le chœur par des murs droits. Les absidioles sont couvertes de voûtes en berceau brisé, en blocage. Les arcades de la nef sont en tiers-point et reposent sur de grosses piles rectangulaires sans chapiteaux, toutes les autres baies sont en plein-cintre.
Faite en forme de croix latine, cette église a un chevet carré, une nef accompagnée de bas côtés dans les deux tiers de sa longueur ; le mur oriental des deux bras du transept est ouvert de trois arcatures donnant entrée à six chapelles isolées, parallèles au chœur, à voûtes ogivales et terminées extérieurement par des pignons. Cette disposition des chapelles est particulière aux églises cisterciennes.
L'église, régulièrement orientée, occupe le côté nord d'un vaste quadrilatère ; les dortoirs, la salle capitulaire, les sacristies sont à l'est, en communication avec le transept de l'église ; les réfectoires, les salles communes, les cuisines, les bâtiments réservés à l'abbé ou au prieur et aux hôtes, occupent le côté du midi ; enfin les vastes servitudes ferment à l'ouest le quatrième côté de la cour intérieure, dont les cloîtres régnaient le long des deux bâtiments claustraux.
Le chœur et le mur occidental du transept avaient deux rangs de fenêtres superposées. Extérieurement, la façade du couchant a sa porte à trois voussures surmontée d'une fenêtre étroite et élancée, encadrée de contreforts à plusieurs ressauts ; deux autres contreforts moins élevés montent des deux côtés jusqu'à la naissance des rampants. Les matériaux employés sont le schiste pour la maçonnerie proprement dite, le granit pour les ouvertures, les contreforts et, à l'intérieur, les piliers de l'intertransept et les montants des arcades des bas côtés. Aucun travail de sculpture, sauf quelques moulures arrondies à la façade. Les cintres des fenêtres sont en briques et façonnées pour cet emploi. La pierre blanche n'a été employée que pour les ogives des basses nefs et de l'entrée des six chapelles du transept.
Les communs, qui formaient le côté ouest du quadrilatère, laissant entre leur extrémité nord et l'église un passage fermé d'un portail. Les magasins destinés à loger les provisions de toute nature n'ont d'ouvertures que sur le dehors, sauf par un couloir voûté en ogive. Ce sont trois belles salles voûtées, de la largeur du bâtiment avec colonnes médianes. La première, de 10 mètres de long, n'a qu'une colonne au centre ; la seconde, de 15 mètres, a deux colonnes ; la troisième, séparée des deux autres par le couloir, a 20 mètres et trois colonnes. Les voûtes ont 5 mètres de hauteur. Outre les portes romanes et les fenêtres de même style, évasées en dehors comme en dedans, de ces magasins, la salle du nord a deux petites entrées très élevées mais qui ne peuvent livrer passage qu'à une seule personne et qui donnent sur le placitre de l'église ; elle pouvait servir à la fois d'asile aux passants et de lieu de distribution des aumônes. D'immenses greniers régnaient dans toute la longueur de ce bâtiment.

### Bâtiments conventuels
Les bâtiments conventuels ne nous parlent plus de la vie et des habitudes des moines du XIIe siècle, mais de celles de leurs successeurs du XVIIe siècle et du XVIIIe siècle qui les ont fait construire. Les mœurs sont changées. L'appartement du prieur est luxueux, richement lambrissé ; les cellules des moines sont devenues des chambres spacieuses ayant leurs jours sur la campagne au lieu de ne regarder que la clôture ; les salles communes n'ont ni la sévérité ni la beauté antiques. Le cloître aboutit au porche de sortie et dessert à la fois les appartements du prieur et des hôtes et, par un couloir, le bâtiment réservé aux religieux.
Le bâtiment affecté aux religieux, autrefois en communication avec l'église par un escalier en bois, est l'œuvre des frères Jean et Michel Langlois qui y travaillaient en 1650.

### Abbatiale
L'abbatiale, construite au XVIe siècle peut-être pour l'un des premiers commendataires, ne consiste qu'en un corps de logis ayant façade au midi, flanqué au nord d'un avant-corps et aux deux extrémités de tours. Il y avait aussi une petite chapelle intérieure. Sur la porte, l'ogive en contrecourbe encadre un écusson sommé d'une crosse abbatiale et chargé d'un chevron et de trois roses.

## Histoire

### Fondation par la famille de Laval
Guy V de Laval, dans une charte de 1152, se porte en effet comme fondateur de Clermont ; mais il y a deux difficultés sur le synchronisme de cette pièce :
- l'indiction II qu'on assigne à l'année 1152 est fausse ;
- Pierre, abbé de Buzay au diocèse de Nantes, qui figure comme témoin, était déjà remplacé en 1150.

Le texte de la charte, n'en semble pas moins véridique, seulement il faut y voir non l'arrivée des disciples de Bernard de Clairvaux, car ils avaient déjà leur abbé et le lieu avait été nommé par eux Clermont, mais la reconnaissance de leur établissement.

### Légende
Quant à l'intervention de Bernard de Clairvaux en personne, non seulement rien ne la démontre mais tout ce qu'en disent Antoine Le Corvaisier de Courteilles, premier auteur de cette légende, et Charles Maucourt de Bourjolly, est manifestement faux.
Clermont donne deux évêques à l'église de Rennes :
- Philippe, son premier abbé, est sacré évêque de cette ville en 1178 ; il rebâtit le chœur de sa cathédrale et meurt le 8 avril 1181.
- Herbert, aussi abbé de ce monastère, est élevé sur le même siège en 1181 et l'occupa jusqu'à sa mort en décembre 1198.

### Guy de Laval
Guy IV de Laval le consacra à Dieu et à la Sainte-Vierge, pour obtenir le salut de son âme, celui de son père et de ses ancêtres et pour la guérison de son frère qui était gravement malade. Le 17 mai 1152, le premier abbé Philippe signe une charte de fondation avec Guy IV de Laval en présence de Guillaume de Passavant, évêque du Mans.
Guy V de Laval ajouta à ses premières libéralités, spécialement à l'occasion de la mort de sa nièce Mathilde, en présence d'Henri de Marcy, abbé de Clairvaux (1177-1181).
Guy VI de Laval ratifia tout ce qui avait été fait avant lui et fut, lui aussi, bienfaiteur de l'abbaye que le pape Innocent III approuva par bulle datée d'Anagni, 1201.

### Abbaye-fille
L'abbaye put, dès 1197, envoyer une colonie dans les landes de la Herperie, où Juhel III de Mayenne voulait d'abord établir le monastère qu'il transféra à Fontaine-Daniel. En 1204, l'abbaye de Clermont fonde son unique abbaye-fille : l'abbaye de Fontaine-Daniel, située à une trentaine de kilomètres.
Quelques années après (1207), l'abbaye de Clermont recevait de Guy V de Laval et d'André II de Vitré le domaine du Breil-Benoît, à la lisière de la forêt du Pertre, et y fondait peut-être un établissement religieux, ou au moins une grange avec une chapelle qui subsistait encore au commencement du XVIIIe siècle.
Le baron de Laval avait autorisé d'avance toutes les libéralités que feraient aux cisterciens de Clermont ses vassaux. Beaucoup répondirent à cette invitation.
En 1248, un accord entre Emma de Laval et les moines de l'abbaye de Clermont indique que la forêt de Frageu comprend « les bois de Misedon, des Hayes, de Mautaillé, du Rage, des Fertés et des Essarts ». L’accord rajoute enfin que les moines possèdent les deux « bois des Plaisses et de la Baulnière ».

### Libéralités
A plus forte raison, les successeurs de Guy V de Laval, qui choisirent bientôt leur sépulture dans l'église abbatiale, imitèrent-ils leur ancêtre.
En 1316, l'abbé de Citeaux agréait la dotation d'une messe quotidienne pour Guy IX de Laval. Une des dernières fondations et non des moins importantes fut faite au mois de mars 1407, avec solennité, par Guy de Laval, seigneur de Montjean, et Marguerite de la Macheferrière.
Béatrix de Bretagne est inhumé à Clermont, après sa mort le 7 fécembre 1384. Sur sa tombe l'inscription : Cy gist noble dame Béatrix de Bretaigne, dame de Laval et de Vitré, fille du duc Arthur, jadis duc de Bretaigne et de la reine d'Escosse, laquelle Béatrix décéda le vii jour de décembre l'an mil ccc, iiii, xx, et iiii.

### XVesiècle
Le 11 décembre 1402, l'évêque du Mans, Adam Châtelain, suivi de son escorte, se présenta à la porte du monastère pour en faire la visite canonique. Les religieux se prétendaient exempts. Ils tinrent la porte close, répondirent par le guichet que l'abbé était à Angers, qu'on lui avait dépêché, mais sans le rencontrer. L'official, Jean de Buissay, demanda qu'au moins on ouvrit la porte afin que le prélat pût faire ses dévotions à l'église. On ne lui répondit même pas et le cortège dut continuer son chemin.
Les Anglais, pendant qu'ils furent les maîtres du pays, firent payer aux religieux, sous forme de lettres de sauvegarde renouvelées à chaque trimestre, le droit de rester dans leurs cloîtres et d'y vivre dans une paix relative.
La matrice du sceau de l'abbaye du XVe siècle appartenait au musée de Saint-Lô. Il est décrit sous le n° 2 674 dans Les Sceaux de Normandie : « Sceau rond de 0.040 ; dans une niche gothique, la Vierge assise, couronnée, tenant l'Enfant Jésus et une tige de lis ; au-dessous l'écu de Laval ; légende : S. Conventus Be Marie Clari Montis. »
Un factum de 1643, conservé au chartrier de la Roë, rédigé spécialement pour faire connaître les droits d'usage de l'abbaye dans les bois du comté de Laval, contient l'analyse en français de douze chartes des seigneurs de Laval en faveur des religieux, y compris la charte de fondation, 1152.

### XVIesiècle

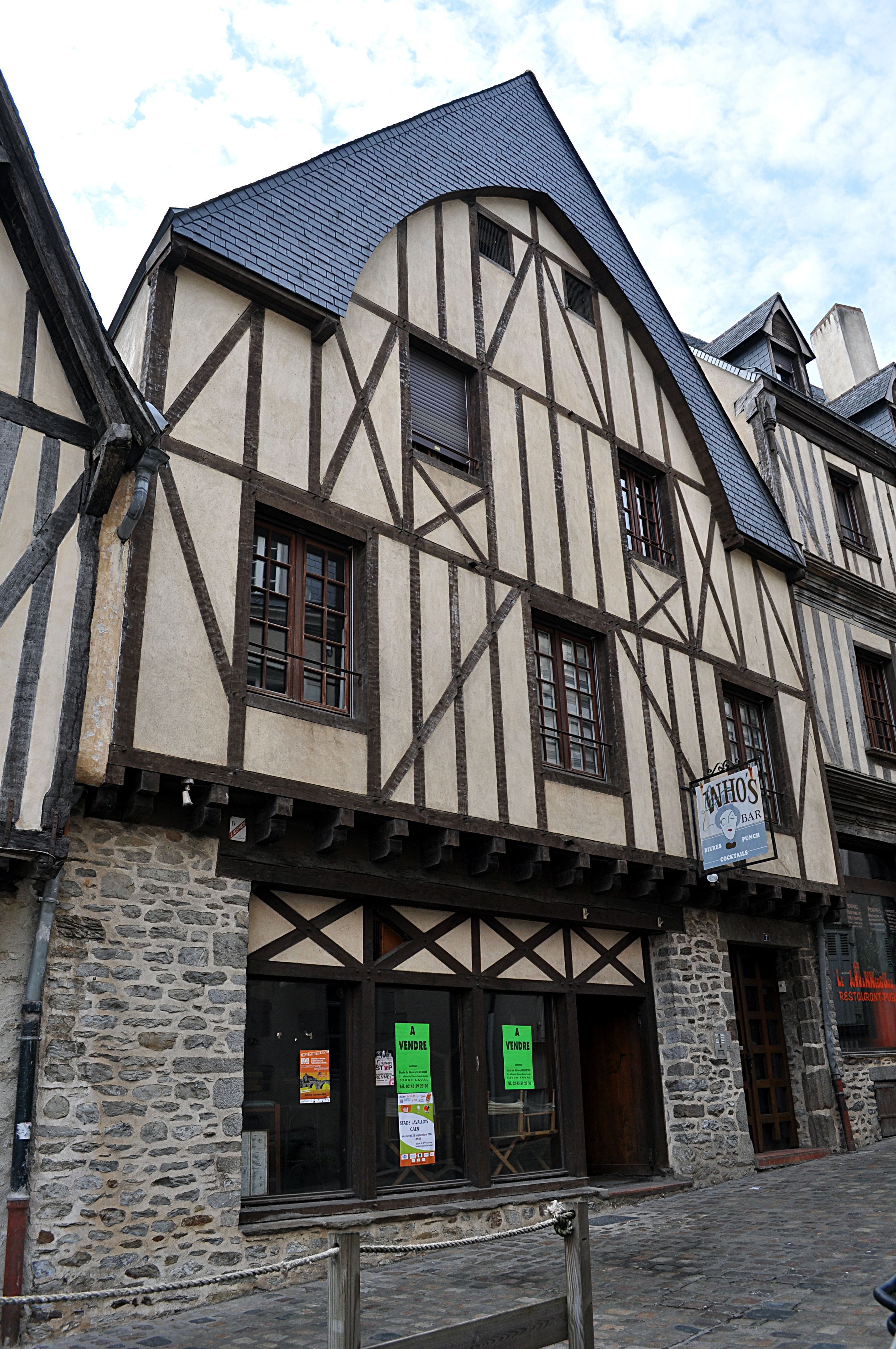

La Maison de Clermont, construite au XVIe siècle, qui servait de résidence urbaine aux abbés de Clermont à Laval.
Une épreuve plus redoutable pour la vie claustrale fut l'introduction de la commende. Elle ne se fit pas sans protestations et sans résistance. Après la mort d'Yves Tronsson (20 juillet 1506), l'élection de son successeur fut remise au Souverain pontife, qui nomma Robert Guibé.
Celui-ci résigna peu après au cardinal Philippe de Luxembourg, évêque du Mans, que les religieux acceptèrent. Mais, lorsque l'évêque voulut rétrocéder l'abbaye au cardinal Guibé, les religieux, appuyés par les abbés de Fontaine-Daniel et de Saint-André-en-Gouffer, refusèrent de reconnaître cette transaction et élurent un abbé régulier.
Cette tentative pour rentrer dans l'ordre échoua par la connivence du parlement qui, le 14 août 1512, se prononça contre les religieux. L'arrêt portait que « les joyaux et autres meubles de garde qui ont esté prins et transportés hors de ladite abbaye depuis le trespas de feu frère Yves Tronsson, abbé, seront remis et restitués en icelle,… et sera faicte information sur les dilapidations et ruines de ladite abbaye ».
Pendant les guerres de Religion, les religieux durent, au moins momentanément, se réfugier à Laval ; ils y assistaient, le 13 décembre 1567, à la procession solennelle faite pour l'extirpation de l'hérésie.
Mais déjà l'abbaye n'était plus pour les commendataires qu'une exploitation dont ils cherchaient, malgré le partage des deux menses, à accaparer tout le revenu.
En 1595, les religieux firent saisir les fermages pour s'assurer leur entretien. L'abbé de Lescot en obtint mainlevée. Un arrêt du conseil, en 1647, divisa les rentes en deux parts égales entre les moines et l'abbé, et celui-ci fut taxé en outre à une somme de 1 650 livres pour être déchargé de tout entretien de l'abbaye et de ses dépendances.
Les prieurs claustraux maintinrent autant qu'ils le purent la vie religieuse ; ils trouvèrent même les ressources voulues pour reconstruire en grande partie le monastère ; mais le nombre des religieux allait toujours en décroissant jusqu'à ce que leur recrutement eût été entièrement entravé. On compte 15 profès en 1564, 19 en 1576, 14 en 1629, 10 en 1662 ; ils n'étaient plus que 7 en 1766, et 5 seulement en 1790. Un des religieux avait la qualité de curé pour le personnel de l'abbaye.

### Ameublement religieux
Les Langlois sont aussi à l'origine d'un retable dans l'abbaye de Clermont.
Il ne reste plus rien de l'ameublement religieux. Le prieur Julien Verger avait fait construire, de 1625 à 1650, les autels de la Vierge, de Sainte-Anne, de Saint-Sébastien, de Saint-Julien, de Saint-Bernard et de Saint-Gatien. On cite aussi, à diverses époques, les autels ou chapelles de Saint-Blaise (1672), Saint-Antoine (1679), Saint-Étienne (1707), Saint-Jean (1671, 1726), Saint-Laurent (1720).
Un projet accompagné de devis estimatif devait renouveler entièrement la décoration intérieure de l'église, en 1777, et comprenait : un autel adossé au fond du chœur, des grilles de 3 000 livres pour clore le chœur et le sanctuaire, des boiseries, des stalles et surtout la résection de la moitié de la nef. Ce dernier point au moins ne fut pas exécuté ; mais Davelu écrit vers cette époque que « l'église est entièrement renouvelée ».
Dans le bas de la nef restent apparentes, au mur du nord, on trouve quelques traces de peintures, fragment d'une danse macabre.

### Révolution française
Le cahier de doléances de 1789 de Loiron s'en prend aux religieux de l'abbaye de Clermont.
Le 6 mai 1790, dom Dequesne, prieur, et ses quatre religieux, déclarèrent à la municipalité d'Olivet qu'ils voulaient se soumettre à tous les décrets de l'Assemblée nationale et qu'ils désiraient sortir de leur couvent. La même année, ils envoyèrent à Michel Paillard de la Houisière, officier municipal à Laval, 23 marcs d'argenterie pour leur contribution patriotique.
L'abbaye fut évacuée le 21 janvier 1791, et les scellés mis sur tous les meubles. La bibliothèque comprenait 800 volumes dépareillés, aucun manuscrit.
Les derniers moines sont chassés le 31 mai 1792. Les cinq cloches furent transportées à Laval le 8 novembre 1792 ; on y amena également le plomb de la toiture de l'église le 7 juin 1794. Le chartrier, dont il ne reste rien, périt dans les flammes.
On songea à faire de l'abbaye une prison pour les prêtres réfractaires, puis, le 31 mai 1794, elle fut vendue comme bien national pour 8 115 livres.

### XIXesiècle
Au XIXe siècle, rachetée par une famille lavalloise, elle devient exploitation agricole.

### XXesiècle
L'ancienne abbaye n'est plus qu'un ensemble de ruines. Le manoir abbatial s'écroule en 1914. Les bâtiments monastiques reconstruits au XVIIe siècle ne sont plus entretenus. Les boiseries, ornements et la rampe de l'escalier sont vendues au milieu du XXe siècle à un marchand d'antiquités de Laval. Les salles du XIVe siècle, anciens celliers ou réfectoires, sont devenues des étables.
En 1954, les demoiselles Denis et Blanchot en tombent amoureuses en l’apercevant depuis la fenêtre d’un train. Elles y investissent tout leur argent et en font leur demeure, tout en mettant en chantier un nécessaire travail de restauration. Elles participent à une émission de Chefs-d'œuvre en péril et font appel à l'aide de jeunes bénévoles pour dégager les salles et guider les visiteurs.

## Sépulture des seigneurs de Laval
Charles Maucourt de Bourjolly indique qu’avant Anne de Laval, aucun des seigneurs de Laval n’avait été inhumé à la collégiale Saint-Tugal de Laval Les seigneurs de Laval avaient auparavant une affection marquée pour l’abbaye de Clermont.
- Emma de Laval, épouse de Guy III de Laval ;
- Guy VI de Laval ;
- Guy VIII de Laval ;
- Béatrix de Gâvre, épouse de Guy IX de Laval ;
- Jeanne de Brienne[22], épouse de Guy VII de Laval ;
- Guy IX de Laval ;
- Emma de Laval (1200-1264) ;
- Isabelle de Beaumont-Gâtinais ;
- Béatrix de Bretagne ;
- Louise de Châteaubriant[23], première épouse de Guy XII de Laval ;
- Guy XII de Laval ;
- Jeanne de Laval n’eut que son cœur déposé à l'abbaye de Clermont près de Guy XII, son mari ; son corps fut inhumé en son église des Cordeliers de Laval, sous un splendide tombeau émaillé où étaient figurés à ses côtés deux de ses enfants Guy et François, morts au berceau[24].

## Filiation et dépendances
Clermont est fille de l'abbaye de Clairvaux.

## Liste des abbés

### Abbés réguliers
« Et le vingtiesme de ce moys De juillet, l'an que je disoys (1506), Yves Tronsson, son temps abbé De Clermont, de mort fut gabé. Audit lieu rendit son alaine : De mort d'abbé nopce de moyne ! ». Guillaume Le Doyen
- Philippe, 1152, 1168, nommé évêque de Rennes, 1179. Thomas, prieur, reçut l'acte de fondation de l'abbaye, 1152.
- Herbert, promu aussi à l'évêché de Rennes, en 1184.
- Foulques, précédemment prieur, paraît comme abbé, 1188, 1189. Il est nommé Foucher dans l'Histoire de Marmoutier par Dom Martène (t. II, p. 171). André de Mayenne et Girard de Fougères étaient prieurs de son temps.
- Yves, mentionné dans un accord entre les abbayes de la Mélinais et du Perray-Neuf, vers 1190.
- Baudouin, témoin de la confirmation par Guy VI de Laval de tout ce que son père avait donné à Clermont, 1194.
- Geoffroy reçoit, en 1197, un don de Sylvestre de la Volue, et assiste à la Herperie à un accord passé avec Odon Bifox. Il est témoin, vers 1200, de la donation de Pierre de Villeray à l'abbaye de Clairet et est présent à la fondation de l'abbaye de Fontaine-Daniel, 1205.
- Laurent, 1207.
- Simon, 1231.
- Jean-Aubert Aycelin de Montaigut, nommé évêque de Clermont, 1298.
- Jean, 1301.
- Geoffroy Maillon, élu abbé en 1342.
- Jacques, 1367, atteste, le 8 janvier 1374 (v. s.), la fondation, dans l'église abbatiale, d'une messe annuelle pour l'âme de Béatrix de Gavre.
- Guillaume Messager fait un accord avec le curé d'Ahuillé, novembre 1376.
- Jean, donne quittance, le 10 septembre 1398, de sommes léguées à l'abbaye par Isabelle de Craon. C'est lui probablement qui fut délégué par le pape, 1396, pour faire l'enquête sur la fondation de l'église des Cordeliers de Laval.
- Jean Messager, peut-être le même, « à présent abbé et gouverneur du moustier », reçoit le don de Guy de Laval, seigneur de Montjean, et de Marguerite de la Macheferrière, 1407. Il fut un des quatre prélats nommés, au concile de Constance, procureurs de l'ordre de Citeaux. 1416.
- Jean, « abbé du moustier et abbaye de Notre-Dame de Clermont, bachelier formé en théologie, chef et administrateur dudit monastère, escolier estudiant en l'université d'Angers », est maintenu dans son droit de dîme à Andouillé, 1455.
- Pierre Lohéac, docteur en théologie, donne procuration à plusieurs religieux en 1463. Il avait quitté l'abbaye de Clermont pour l'Abbaye de Pontron (Maine-et-Loire) que lui avait fait obtenir Jean Bourré, seigneur du Plessis. On le trouve aussi abbé de Bellebranche.
- Yves Tronsson[25], 24 octobre 1465, mort le 19 juillet 1506.

### Abbés commendataires
- Robert Guibé, cardinal-prêtre de Sainte-Anastasie
- Philippe de Luxembourg, 1506-1513.
- François de Laval, évêque de Dol. 1515.
- Jean Lhuillier, placé après le précédent dans le Gallia Christiana.
- Jean Lecomte, qui fut aussi abbé de Bellebranche, 1528, 1558.
- Pierre Lescot, vers 1558, résigne, 1577.
- Léon Lescot, 1577-1617[26]. Léon Lescot fut compris dans la capitulation de Laval, en 1594. Il y fut stipulé en sa faveur « réintégration dans ses offices estatz, dignitez et bénéfices ».
- Henri de Baradat, 1618, mort en 1660.
- Louis de Baradat, évêque de Vabres, 1660, mort en 1710.
- Louis de Courcillon de Dangeau, 1710-1722.
- Alexandre Campin de Saint-Martin[27], 1722, mort en 1730.
- Philippe de Lorenchet, 1730-1745.
- François-Félix de Chalus, 1745, mort en 1775.
- Joseph de Florence[28], 1775-1790.

### Prieurs claustraux
- Jean de Bouessel, « prieur, l'abbé absent », 1515.
- Nicolas Coupelier, 1552, 1559.
- Guy Le Porc, 1564.
- Louis de Rennes, 1576, 1584.
- Séguin, 1584.
- Louis de Meaulne, 1592, mort le 26 juillet 1596.
- Noble Julien du Verger, 1618, mort en 1650.
- Guy Le Picard, docteur de Sorbonne, mort le 1er mars 1654, et « inhumé devant Notre-Dame, proche feu monsieur du Verger. »
- Claude Baillet, 1656, 1663.
- René Pelué, ancien religieux de la Vieuville, « décédé en disant la messe devant Saint-Julien », le 2 février 1670.
- Charles de Gannay, cellérier, 1662, prieur, 1671, décédé le 28 avril 1681, et inhumé dans la chapelle Saint-Bernard, « où il y a une pierre de marbre » avec cette inscription : « Hic jacet corpus venerabilis Petri-Caroli de Gannay, hujus domus religiosi et prioris, qui dum viveret omnibus dilectus et benevolus in omnes. » Félix de G., seigneur des Vaux, son frère, venu à Clermont le voir, y mourut et fut inhumé près du prieur.
- Laurent Miette, sieur des Plantes, docteur en théologie, 1684, 1690, n'était plus en charge lorsqu'il décéda, le 5 juin 1720, âgé de quatre-vingt-dix ans. Il était le plus ancien docteur de Sorbonne et fut enterré devant la chapelle Saint-Jean.
- Jean-Baptiste Chastelain, profès de Longvilliers, « homme de science et de vertus », 1699, prêcha dans l'église des Capucins de Mayenne, à la fête de la canonisation de saint Félix de Cantalice (1713), et fut inhumé à l'âge de soixante-trois ans devant la chapelle de Saint-Laurent, le 3 février 1720.
- François Asselin, originaire de Rouen, prieur de Buzay pendant dix-neuf ans, de Clermont le 21 mai 1721 ; mort le 8 septembre 1726, âgé de soixante-deux ans et inhumé dans la chapelle Saint-Jean. D. François Samson, prieur de Fontaine-Daniel, officiait.
- Henri Samson de Fontaines, religieux de Saint-André, 1730, mort le 12 mars 1762 et inhumé dans le transept du côté septentrional.
- Thomas Denizot, docteur de Sorbonne, 1766.
- Joseph Caron, bachelier de la faculté de Paris, ancien bénédictin de l'abbaye de Charlieu, diocèse de Mâcon, décédé le 10 mai 1772 et inhumé le lendemain dans la nef, vers le Nord Sur sa pierre tombale, on lit : « D. O. M. Hic jacet dominus Josephus Caron, s. f. p. bacaloreus, de Caroloco professus, hujusce dómus prior meritissimus ».
- Quentin Caignard, 1774, 1779.
- Charles Maron, 1782.
- Philippe de Mauray, 1783.
- Marie-Louis-Augustin Dequesne, docteur de Sorbonne, profès de Clairvaux, au nom des sept députés des communautés de son ordre, signe, au Mans, le 30 mars 1789, la protestation contre certains articles du cahier du clergé.